# Oscar Poigny
Daniel-Oscar Peigne (Bordeaux, 5 april 1849 – onbekend), met artiestennaam Oscar Poigny, was een Franse balletdanser en choreograaf.
Er is niet zoveel geweten over Poigny. In 1876 was hij een balletdanser in Parijs en in september 1877 trok hij naar Brussel om er op vraag van Joseph Hansen aan de slag te gaan aan de Koninklijke Muntschouwburg. Na het vertrek van Hansen werd Poigny aangesteld tot balletmeester van de schouwburg. Hij vervulde deze functie tot in 1886, waarna hij naar Lyon vertrok om er eenzelfde positie op te nemen tot in 1889.

## Choreografieën
- Une nuit de Noël, muziek van Oscar Stoumon (Brussel, 13 oktober 1880)
- Hérodiade, muziek van  Jules Massenet (Brussel, 19 december 1881)
- Les Sorrentines, muziek van Oscar Stoumon (Brussel, 26 oktober 1882)
- Le Poète et l'Étoile, muziek van  Jacques Steveniers (Brussel, 21 april 1884)
- La Tzigane, muziek van Oscar Stoumon (Brussel, 27 maart 1885)
- Bouquetière, muziek van Émile Pichoz (Lyon, 3 februari 1890)
- Massilia, muziek van Armand Tedesco (Marseille, 25 maart 1890)
- Une fête au camp (Marseille, 28 januari 1893)
- Réïa, muziek van  Joseph Monsigu (Marseille, 20 april 1893)
- Les Madrilènes, muziek van  François Perpignan (Royan, 8 augustus 1895)
- L'Abeille et les Fleurs, muziek van  Louis Ganne (Royan, 10 augustus 1895)
- Les Mésaventures de Zéphirin, muziek van  François Perpignan (Royan, 7 september 1895)
- Rose d'amour, muziek van  Pascal Clemente (Marseille, 1 januari 1896)